# كينجي جيراك
كينجي جيراك  (بالفرنسية:  Kendji Girac)‏ وُلد باسم كينجي جازون مايي، 3 يوليوز 1996 هو مغني فرنسي، وهو الفائز في الموسم الثالث من مسابقة الغناء ذا فويس الفرنسية كجزء من فريق ميكا.

## بيوغرافيا
كينجي جيراك هو الفرد الأصغر في أسرة غجرية وكتالونية الأصل، ، لغته الأم هي اللغة الكتالونية. ترعرع في سانت أستير، وتعلم العزف على الغيتار والغناء من جده. ترك المدرسة بعمر ثلاثة عشر عامًا لمتابعة عمل العائلة كمقلم أشجار. أول لغة تعلمها هي الكتالانية.
من أجل برنامج ذا فويس بنسخته الفرنسية، أدى أغنية «بيلا» للمغني مايتر غيمس في الحلقة الثانية من الموسم الثالث التي تم بثها في 18 يناير، حيث أدار ميكا وحده الكرسي، بينما الآخرون فلورينت باغني، جنيفر و غارو لم يديروا الكرسي. فاز ب 51% من التصويت العام.
أول أغنية رسمية له هي الأغنية الفرنسية الإسبانية «كولور خيتانو»، صدرت في يونيو 2014 من أسطوانته المطولة،  وصدر ألبومه الأول في سبتمبر. في ديسمبر 2014، فاز بجائزتين من الجوائز الموسيقية إن جي آر. تم بيع 600,000 نسخة من ألبومه كينجي (بالفرنسية Kendji) اعتبارًا من يناير 2015، وأكثر من مليون نسخة اعتبارًا من أكتوبر 2015، حيث أصبح ثاني أعلى ألبوم مبيعًا في فرنسا عام 2014 بعد راسين كاري للمغني ستروماي. اعتبارًا من الآن، باع 1,2 مليون نسخة تقريبًا. هو الآن أكثر متخرج من ذا فويس بيعا في العالم.
- صدرت رابع أغنية لكينجي «كونميغو» في 16 مارس 2015.[10]
- تم إصدار نسخة معاد تجميعها من ألبوم كينجي في 4 ماي 2015.[11]
- تقرر إصدار ألبوم ثاني بعنوان «أونسومبل» في 30 أكتوبر 2015.[12]